# Baia di Bangkok
La baia di Bangkok (in lingua thai: อ่าวกรุงเทพ; RTGS: Ao Krung Thep) si estende al largo delle coste della Thailandia Centrale e della Thailandia dell'Est; rappresenta la parte più settentrionale del golfo del Siam.

## Geografia
Le dimensioni della baia sono circa di 100 km sia in longitudine che in latitudine; i fondali sono a una profondità massima di 40 metri nella zona orientale e di 15 metri in quella occidentale. Il limite orientale è rappresentato dal promontorio situato nel distretto di Sattahip, vicino al confine tra le province di Chon Buri e Rayong. Il limite ovest non è definito, in quanto la costa si sviluppa in modo lineare senza promontori tra le province di Phetchaburi e Prachuap Khiri Khan. Le province che si affacciano sulla baia sono, da est a ovest, quelle di Phetchaburi, Ratchaburi, Samut Songkhram, Samut Sakhon, la capitale Bangkok, Samut Prakan, Chachoengsao e Chon Buri.
La costa orientale presenta alcune alture nelle vicinanze ed è caratterizzata da diverse baie minori e promontori; la costa settentrionale si trova all'estremità della grande pianura alluvionale che forma la Thailandia Centrale ed è piatta; nei pressi della costa occidentale vi sono occasionali rilievi minori e l'unico promontorio degno di nota è nel distretto di Ban Laem, in provincia di Phetchaburi. I principali fiumi che sfociano nella baia si trovano nella parte settentrionale e sono, da ovest a est, il Mae Klong, il Tha Chin, il Chao Phraya e il Bang Pakong. Non vi sono grandi isole e quelle più estese sono Ko Sichang, Ko Lan, Ko Phai e Ko Khram Yai, tutte al largo della costa orientale.

## Problemi ambientali
Il livello di salinità dell'acqua nella baia è basso a causa della scarsa profondità dei fondali, delle copiose piogge monsoniche e delle acque provenienti dai fiumi. Mentre la qualità dell'acqua del Mae Klong e del Bang Pakong è buona, le acque del Chao Phraya e del Tha Chin sono fortemente inquinate dagli scarichi industriali, agricoli e delle abitazioni, deteriorando l'acqua delle coste. Un altro fattore inquinante è il mercurio, il cui livello riscontrato nei pesci supera i limiti consentiti. La zona industriale di Map Ta Phut, nel distretto di Mueang Rayong, in prossimità del limite orientale della baia, è l'area più inquinata dell'intero golfo del Siam.

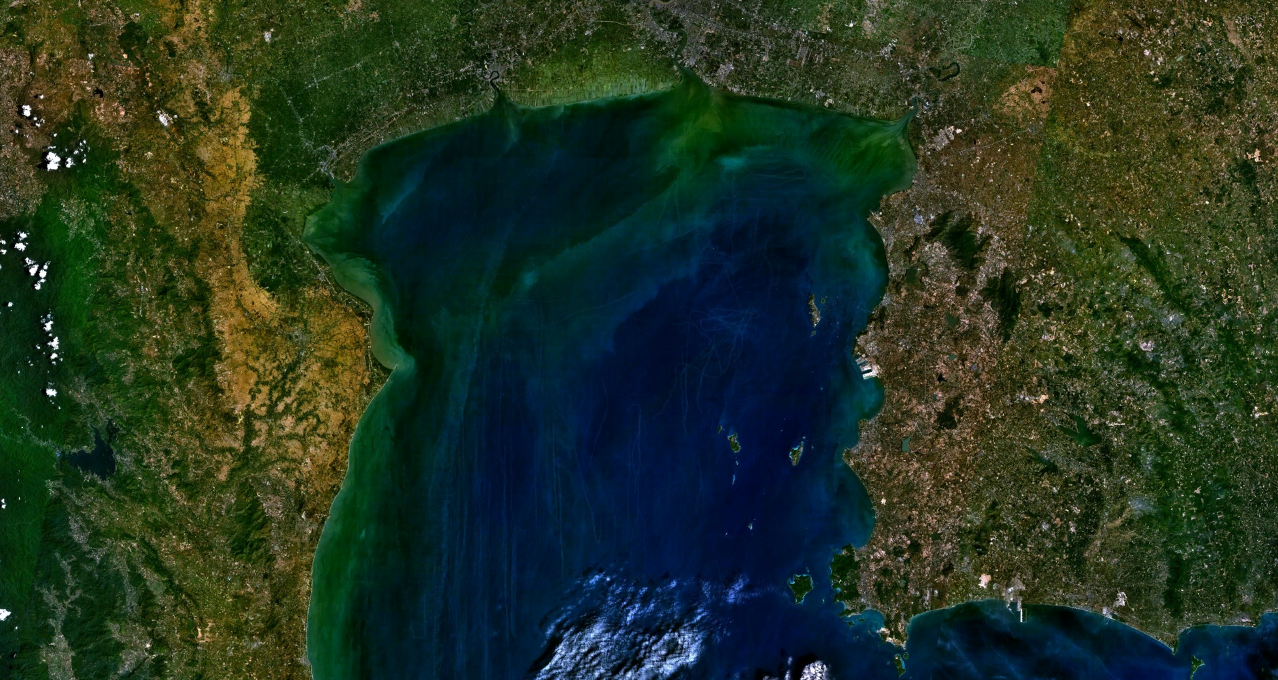
Vista dal satellite

Oltre alla massiccia industrializzazione di quest'area, anche il crescente incremento demografico registrato nel Paese a partire dagli anni sessanta del Novecento ha contribuito a distruggere l'ambiente nelle zone costiere, in particolare con la progressiva eliminazione della mangrovie per far posto agli allevamenti di gamberi. Anche le barriere coralline sono diminuite sensibilmente sia a causa dell'inquinamento sia per i temporali monsonici e le conseguenti alte ondate.

## Porti
Il porto principale è quello di Laem Chabang, che si trova lungo la costa orientale della baia ed è il più grande della Thailandia. Inaugurato nel 1991, è progressivamente aumentato il numero di navi mercantili che vi transitano e nel 2011 era il 22º più trafficato al mondo per numero di container. All'estremità sud-orientale della baia si trova il porto di Sattahip, che ospita la più importante base navale della Reale Marina Militare Thailandese. Il vecchio porto di Bangkok a Khlong Toei, ridimensionato dopo l'inaugurazione di quello di Laem Chabang nel 1991, si trova a qualche chilometro dalla costa lungo il Chao Phraya.
Tra i porti minori vi sono quello sull'estuario del fiume Bang Pakong (situato nell'angolo di nord-est della baia e in provincia di Chachoengsao), quello di Samut Sakhon (sull'estuario del Tha Chin), quello di Samut Songkhram (sull'estuario del Mae Klong) e quello in prossimità di Ratchaburi. Vi è inoltre il porto della popolosa città di Si Racha, dal quale partono i traghetti per Ko Sichang.

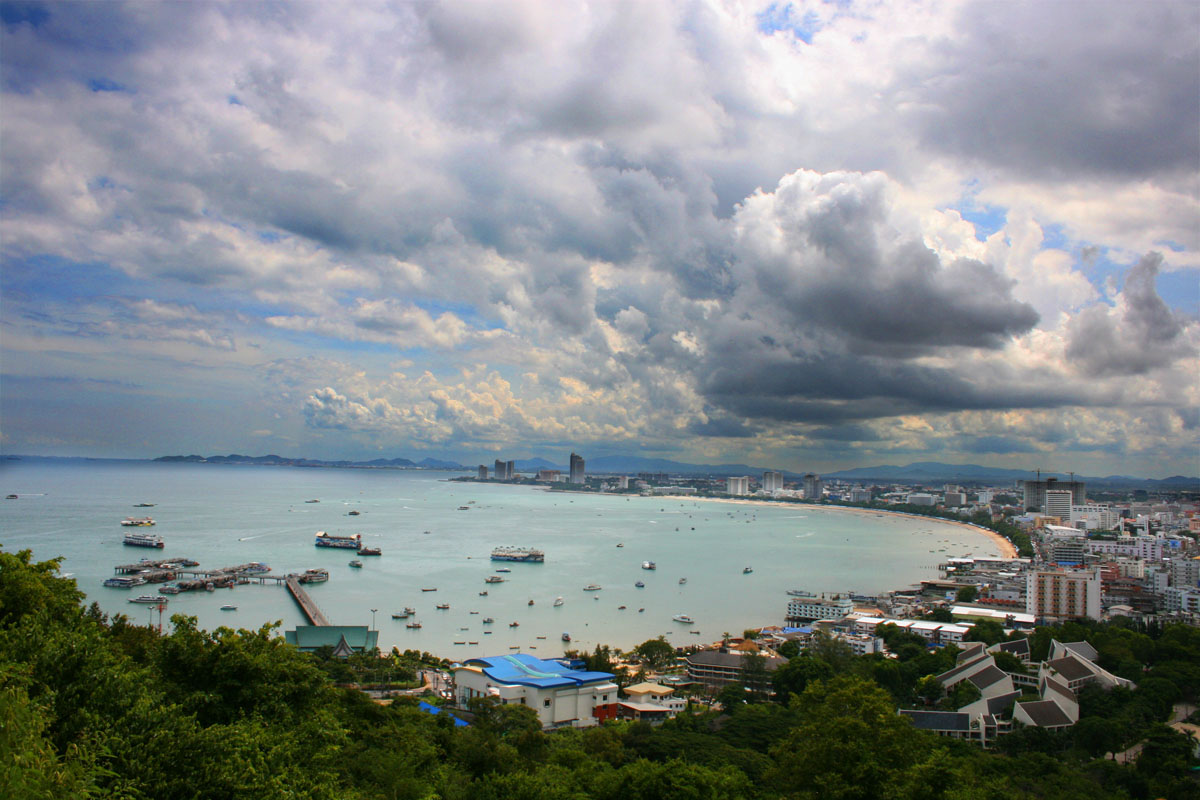
Pattaya

## Turismo
La più frequentata località balneare della baia è Pattaya, sulla costa orientale. Sulla stessa costa, la spiaggia di Bang Saen è molto affollata nei fine settimana da turisti provenienti da Bangkok. Più tranquilla è l'isola di Ko Sichang, visitata da turisti provenienti da Pattaya e dalla capitale. Sulla costa ovest le spiagge più famose sono Cha-am e Hua Hin, situate nella zona più a sud della baia.